# Ménil-la-Tour
 Ménil-la-Tour  es una población y comuna francesa, en la región de Lorena, departamento de Meurthe y Mosela, en el distrito de Toul y cantón de Toul-Nord.

## Demografía
| 175 | 165 | 166 | 204 | 272 | 301 |
| Para los censos de 1962 a 1999 la población legal corresponde a la población sin duplicidades (Fuente: INSEE [Consultar]) |     |     |     |     |     |